# Кучумовка
Кучу́мовка — деревня в Галичского района Костромской области России. Входит в состав Ореховского сельского поселения.

## География
Деревня находится в северо-западной части Костромской области, около берега реки Вёкса и автодороги 34К-83.

### Часовой пояс
Деревня Кучумовка, как и вся Костромская область, находится в часовой зоне МСК (московское время). Смещение применяемого времени относительно UTC составляет +3:00.

## Население
| 2008 | 2010 | 2012 | 2014 |
| ---- | ---- | ---- | ---- |
| 37   | ↘24  | ↗35  | ↗37  |

### Гендерный состав
Согласно результатам переписи 2002 года, в деревне проживало 40 человек (18 мужчин и 22 женщины).

### Национальный состав
Согласно результатам переписи 2002 года, в национальной структуре населения русские составляли 95 % из 40 чел.

## Инфраструктура
Личное подсобное хозяйство.

## Транспорт
Остановка общественного транспорта «Кучумовка».